# 美國西部奧特里博物館

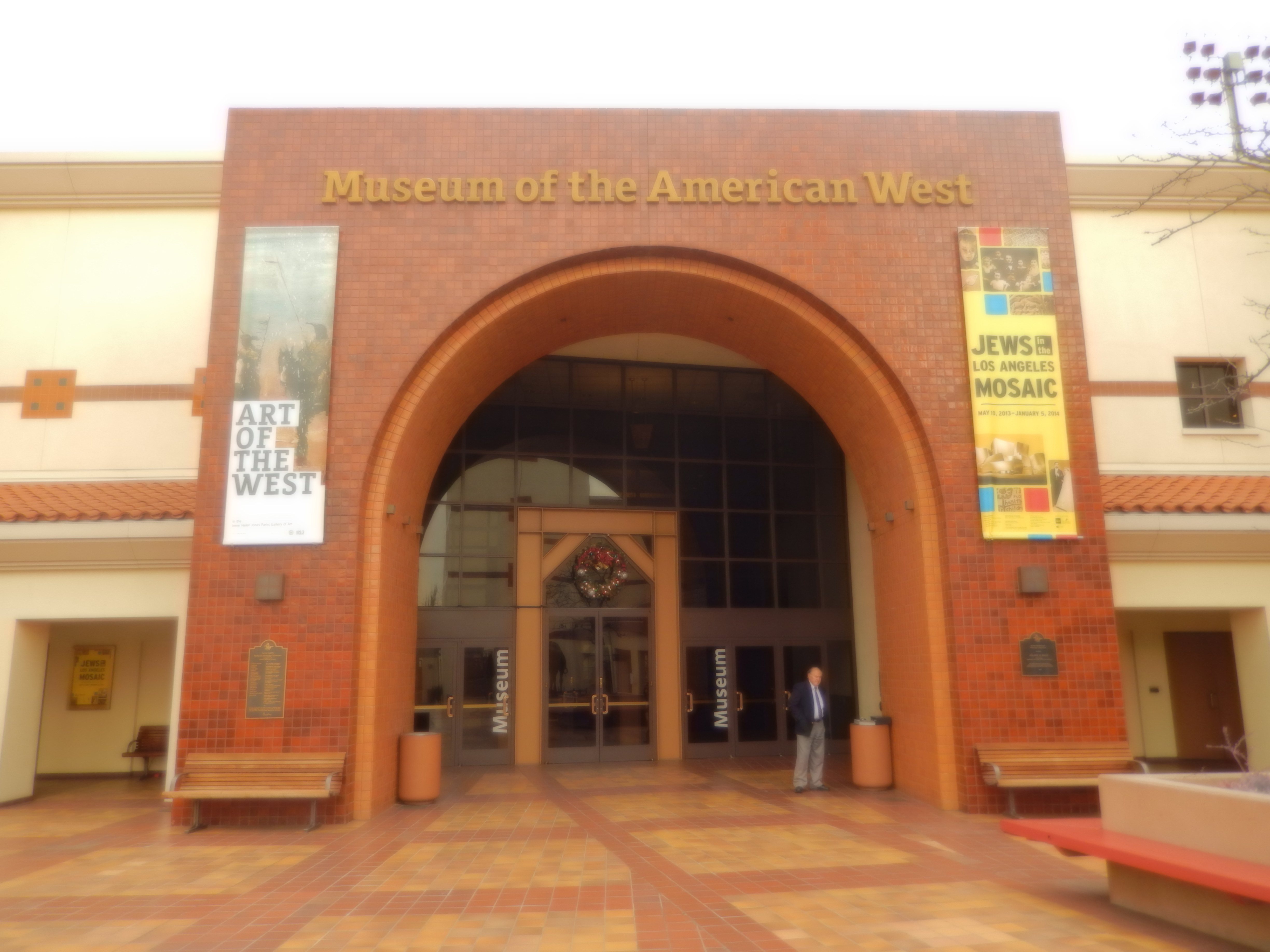
奧特裡博物館的入口處

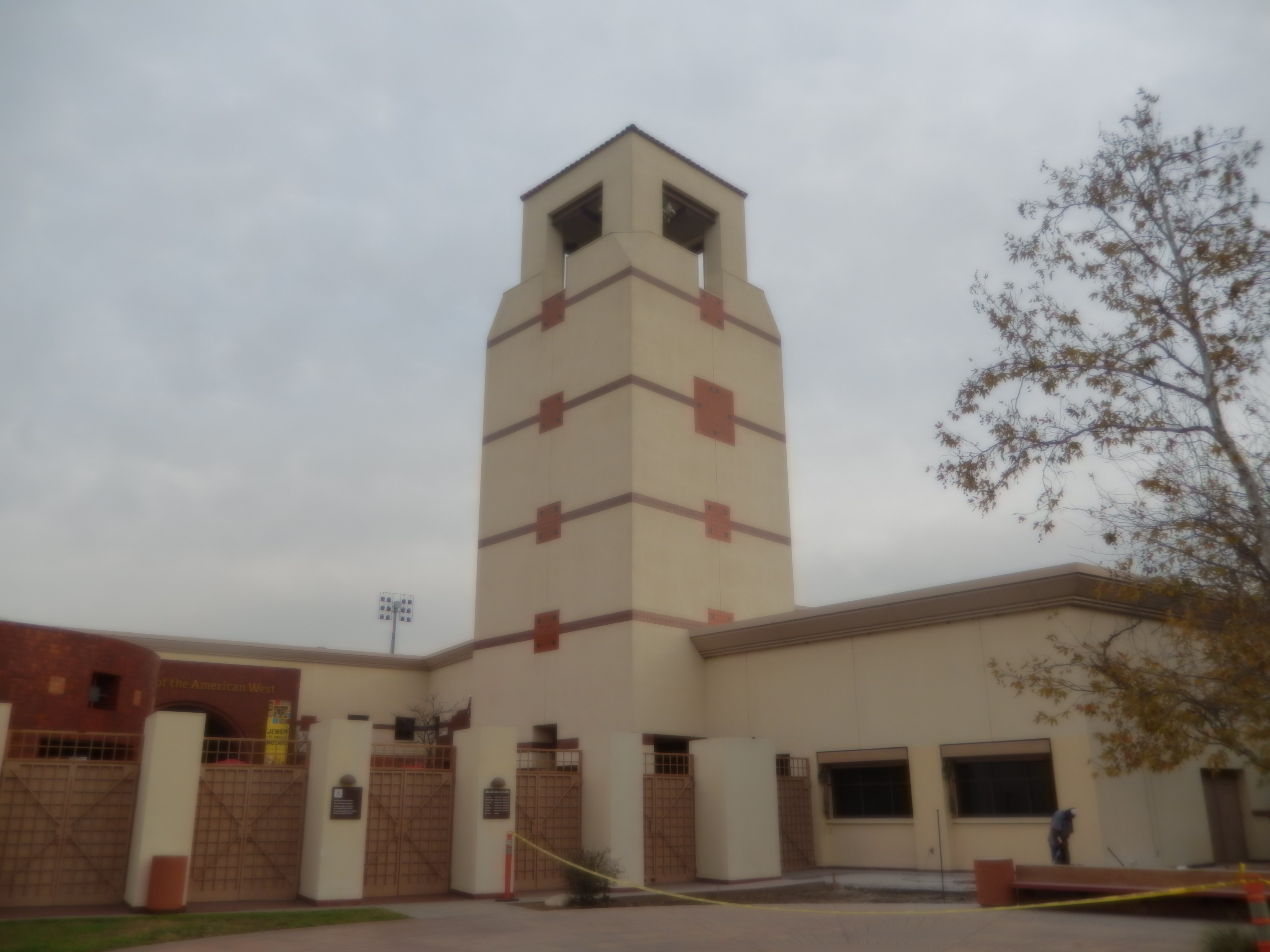
奧特裡博物館的塔樓

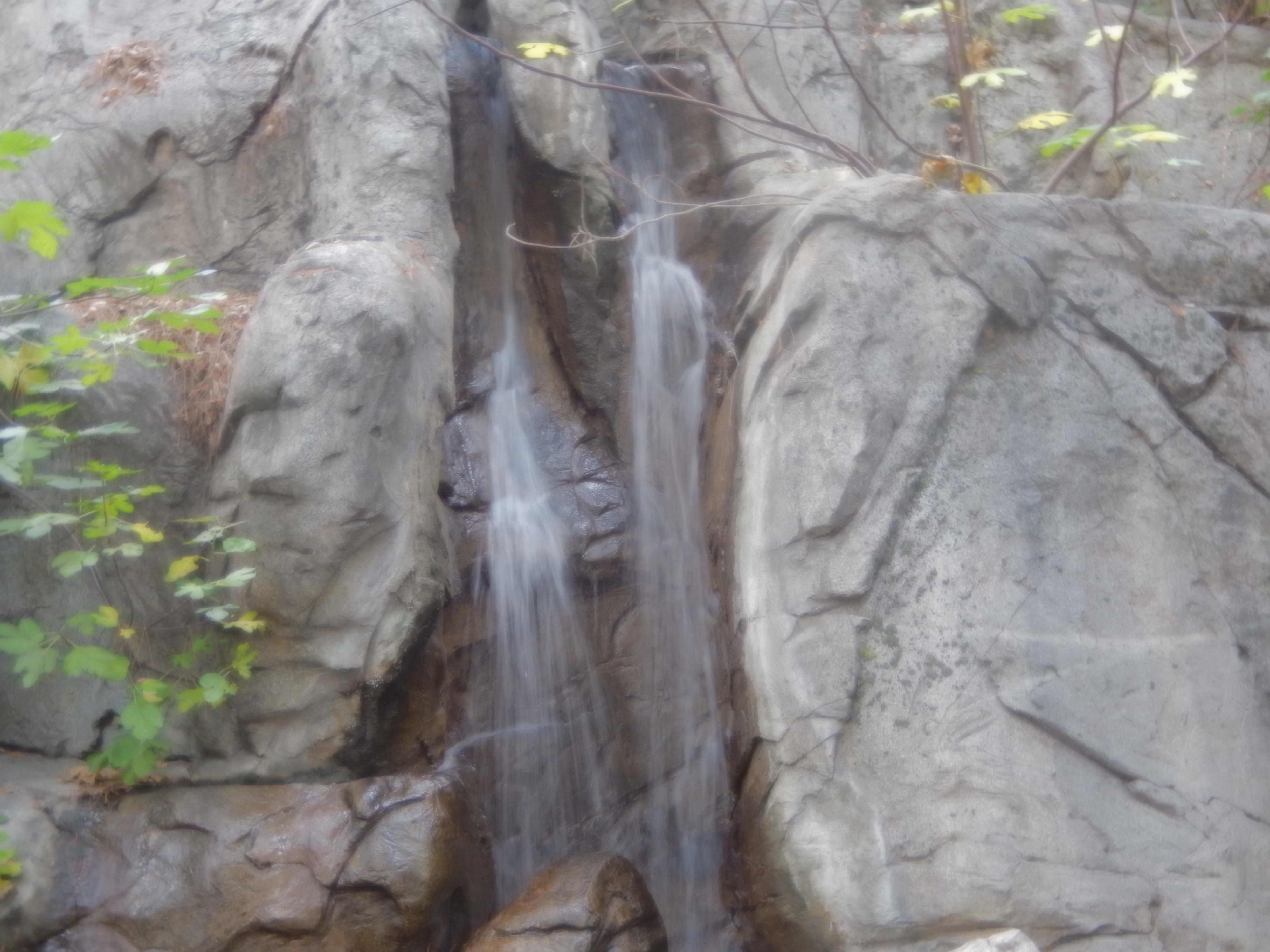
奧特裡博物館的外部小瀑布

美國西部奧特里博物館（英語：Autry Museum of the American West），是美國加州洛杉磯的一座致力於探索美國西部歷史的博物館，成立於1988年。該博物館 所提供的展覽和公共項目，包括：講座、電影、戲劇、音樂、節日 、家庭活動，以及教育、學術研究。博物館有兩處館舍，每年吸引約150,000名訪客。
2013年，奧特裡博物館將設於主樓內的愛琳海倫鐘斯公園藝術展廳（Irene Helen Jones Parks Gallery of Art）及盖博槍械展廳（Gamble Firearms Gallery）進行了大規模的重新設計和修復。改變過去以時間為序的陳列方式，按照不同的主題進行展示。在新的佈局中， 繪畫、工藝、攝影、影像和其他展覽元素得已相互交融。

## 位置
美國西部奧特里博物館有兩個館舍，相距約8英里（13公里）：
- 格里菲斯公園（GriffithPark）位於加州洛杉磯市黑瑞特吉西路4700號（4700 Western Heritage Way，Los Angeles, California, 90027）
- 美洲印第安人西南博物館 （Southwest Museum of the American Indian）和民族植物園位於加州洛杉磯市博物館路234號（Mt. Washington 234 Museum Drive, Los Angeles, California, 90065），於每週六，上午10:00至下午4:00開放。

## 組成
奧特裡博物館成立於1988年，由演員兼商人吉恩·奧特裡（Gene Autry）創立，最初名為「吉恩·奧特裡西部遺跡博物館」（Gene Autry Western Heritage Museum），旨在探索和分享美國西部的綜合故事及多元文化，並詮釋其重要性。
格里菲斯公園（Griffith Park）館藏系列，包括21,000件繪畫、雕塑、服裝、紡織品、槍械、工具、玩具、樂器和其他物品。博物館常年設有當代展覽和歷史性展覽，全年兒童節目、知識論壇，以及奧特裡鄉土之聲的表演藝術系列。
美國西部奧特里博物館的鄉土之聲是一所劇院，自1995年以來，只專注於製作美國原住民，阿拉斯加原住民和第一民族劇作家的新作品 。蘭迪·萊因霍爾茲（Randy Reinholz） 和他的妻子讓·布魯斯·斯科特（Jean Bruce Scott）經營這個劇院已經20年。鄉土之聲製作了超過34部完整作品，參演了20多個巡演，23個新的戲劇節和13個本土劇碼。鄉土之聲是奧特裡博物館推動美國西部藝術史和文化使命的一個重要部分。
奧特裡博物館位於洛杉磯動物園（Los Angeles Zoo）對面的格里菲斯公園（GriffithPark），占地4000平方英尺的公園藝術展廳經2013年修復翻新，整合成三大主題區：宗教和儀式，土地和景觀，移民和運動，還包括兩個微型展廳和輪展。
盖博槍械展廳（Gamble Firearms Gallery）也於2013年進行了修復。它更多展示了舊式西部的槍械背景和地點。策展人按槍械主題分組成：「狩獵和誘捕，技術對槍械的影響，保護運動和流行文化中的西部。」盖博槍械展廳（Gamble Firearms Gallery）是西部邊境：現實與虛構故事展廳的一部分。
- 美洲印第安人西南博物館是美國最重要的土著藝術珍藏之一，僅次於史密森學會的美國印第安人國家博物館。館藏23.8萬件，包括1.4萬件籃子、1萬件陶器、6300件紡織和編織物、1100多件首飾。它代表了從阿拉斯加到南美洲土著人的勞作，重點反映加利福尼亞和美國西南部的文化。
- 奧特裡學院包括布勞恩研究圖書館（Braun Research Library）和奧特瑞圖書館（Autry Library）的藏品。它是一家研究和出版公司，支援並製作西部歷史和藝術的學術工作。 2002年，科羅拉多西部婦女博物館與奧特裡學院合併，學術和教育的重點進一步擴大，包括性別問題和女性在美國西部的經歷。

從2004年到2015年，博物館前身稱為「美國西部奧特裡國家中心」。2015年10月，正式更名為「美國西部奧特里博物館」，並以此名稱來從事博物館的主要活動。

## 外部連結
- 奧特裡博物館官網 （页面存档备份，存于）